# Hermann Haller (Komponist)
Hermann Haller (* 9. Juni 1914 in Burgdorf BE; † 13. August 2002 in Küsnacht ZH) war ein Schweizer Komponist.

## Leben
Nach der Matura 1933 am Burgdorfer Gymnasium, mitten in der wirtschaftlichen Depression und zu Beginn des Nationalsozialismus, begann Hermann Haller ein Musikstudium am Konservatorium Zürich. Seine Lehrer waren Volkmar Andreae, Paul Müller-Zürich und Rudolf Wittelsbach. Er schloss sein Studium mit dem Kontrapunkt- und Klavierdiplom ab. Im Anschluss daran, in den Jahren 1938 und 1939, ging Haller nach Paris, wo er sein kompositorisches Handwerk bei Nadia Boulanger weiterentwickelte. Paris war für den jungen Haller reich an künstlerischen Anregungen, wie für viele andere auch, so dass es für ihn einen schmerzlichen Einschnitt bedeutete, bei Ausbruch des Zweiten Weltkrieges in die Schweiz zurückkehren und dort monatelang Aktivdienst leisten zu müssen.
Schon vor diesem Frankreich-Aufenthalt hatte Hermann Haller, übrigens ein Neffe des Bildhauers Hermann Haller, ein erstes Werk veröffentlicht, die Toccata in C für Orgel (1937). Hierin näherte er sich barocken Formen an, was sich teilweise daraus erklären lässt, dass es vor allem im deutschsprachigen Raum eine dementsprechende Tendenz gab. Allerdings wählte er eine Form, die durch kein standardisiertes Schema gekennzeichnet ist.
Und noch während des Zweiten Weltkriegs wurde Haller – er vervollständigte seine Klavierstudien bei Czesław Marek – als Klavier- und Theorielehrer ans Konservatorium Zürich gewählt. Zwischen 1951 und 1954 besuchte er die Vorlesungen von Paul Hindemith an der Universität Zürich, die ihm wiederum neue Horizonte eröffneten. Doch schon kurz nach dem Krieg wechselte Haller an das Kantonale Lehrerseminar Küsnacht, wo er bis zu seiner Pensionierung im Jahre 1979 ein Vollzeitpensum als Klavierlehrer belegte, also 24 Stunden pro Woche.
Trotzdem schuf Hermann Haller im Laufe von fast fünf Jahrzehnten ein ansehnliches musikalisches Œuvre, das rund siebzig Werke umfasst und in welchem – abgesehen von Ballett und Oper – sämtliche Genres vertreten sind.
Auch hatte Hermann Haller wichtige Ämter inne wie die Präsidien des Schweizerischen Tonkünstlervereins (1968–1973), der ISCM Switzerland, der Schweizer Sektion der Internationalen Gesellschaft für Neue Musik IGNM/ISCM (1968–73), und der schweizerischen Urheberrechtsgesellschaft SUISA (1979–1987).
1976 erhielt er den Musikpreis der Stadt Zürich in Anerkennung seines künstlerischen Schaffens und 1985 den Komponistenpreis des Schweizerischen Tonkünstlervereins.
Hermann Haller hörte kurz nach seinem 80. Geburtstag mit dem Komponieren auf, da er sich um seine schwerkranke Frau kümmerte. Sein letztes Werk trug denn auch den Titel Blätterfall…, ein Stück für Bariton und Streichsextett (1994) auf ein Gedicht von Adrien Turel: Es trug die Widmung "Im Gedenken an Brenton Langbein geschrieben für Die Kammermusiker Zürich".

## Werke (Auswahl)

### Kammermusik
- Sonate für Flöte und Klavier (1945)
- Streichquartett (1961)
- 6 Inventionen für Flöte und Cembalo (1966)
- «In memoriam» 5 Stücke für Klaviertrio (1968)
- Sonata per pianoforte (1969)
- 2. Streichquartett (1971)
- 3 Nocturnes pour alto et piano (1972)
- Oktett für Oboe, Klarinette, Fagott, Streichquartett und Klavier (1976)
- 5 pièces en forme de variations pour quintette à vent (1980)
- «Blaue Wand», Impressionen nach einem Bild von Hans Fischli für Flöte, Streichsextett und Klavier (1986)
- Streichquartett Nr. 3 (1992)

### Orchesterwerke
- Concerto per archi (1961)
- Concertino für Orchester, B-Dur; Tonaufnahme Camerata Zürich, Dirigent Räto Tschupp, Radio-Studio Zürich, 23. Mai 1962; https://www.fonoteca.ch/cgi-bin/oecgi4.exe/inet_fnbasedetail?REC_ID=10518.046&LNG_ID=DEU
- Sinfonie (nach Gemälden von Max Gubler) (1965)
- Ballade für Horn und Streichorchester (1967)
- «Per la Camerata» für 16 Streicher (1974)
- Variations pour orchestre (1975/76)
- «Fünf Aspekte» für Orchester (1985/86)

### Solokonzerte
- Konzert für Orgel und Streichorchester (1957)
- 1. Konzert für Klavier und Orchester (1959)
- Doppelkonzert für Flöte, Klarinette und Streichorchester (1961)
- Klavierkonzert Nr. 2 mit Streichorchester (1962)
- Extension – Contraction, musique élégiaque pour violoncelle et orchestre (1980/81)
- «Episoden» für Viola und Orchester (1990/91)

### Vokalwerke
- «Exoratio» für Alt und Streicher (1956)
- 5 Lieder nach Hölderlin für Alt und Orchester (1961)
- «Hiob», Oratorium für Sopran, Bariton, gemischten Chor, Orgel und Orchester (1974)
- Psalm 103 für Sopran, gemischten Chor und Orgel (1976)
- «Ed è subito sera», cinque liriche su versi di Salvatore Quasimodo per baritono e orchestra (1978); Tonaufnahme: Philippe Huttenlocher, Bass, Radio-Sinfonieorchester Basel, Leitung Räto Tschupp; Volkshaus Basel, 1. Juni 1984; Fonoteca Svizzera, Lugano (BSFILE10522) https://www.fonoteca.ch/cgi-bin/oecgi4.exe/inet_fnbasedetail?REC_ID=10522.046&LNG_ID=DEU
- Abschied für Sopran und Streichorchester (1984) (auf das Gedicht „El viaje definitivo“ von Juan Ramón Jiménez, aus der Sammlung Poemas agrestes, in der Übersetzung von Hans Leopold Davi)
- Blätterfall… für Bariton und Streichsextett auf ein Gedicht von Adrien Turel (1994)